# Szentháromság-templom (Kürtös)

## Bibliográfia
A Kürtösi Római-Katolikus Templomot 1772-ben építtette Kászoni András gróf.
A Templom búcsú ünnepe: Szentháromság Vasárnapja.
A templom pincéjében lévő kriptában a következök vannak eltemetve: Rajkai Friebeisz Lajos (1810 - 1878), felesége Friebeisz Lajosné (Saárdi Somssich Terézia)(1817 - 1872), Rajkai Friebeisz Miklós (1855 - 1914.05.14) felesége Friebeisz Miklósné (Kézdivásárhelyi Vásárhelyi Vilma) (1858 - ?).

## A templom személyzete
- Pap: Ft. Zilahi András, Kisiratosi plébános
- Ministránsok: Piklor-Pusa Larissza
- Harangozó: Ienák István
- Sekrestyés: Piklor-Pusa Larissza
- Kántor: Piklor-Pusa László
- Pénztárosok: Piklor-Pusa Melinda és Ienák Matild

## Galéria

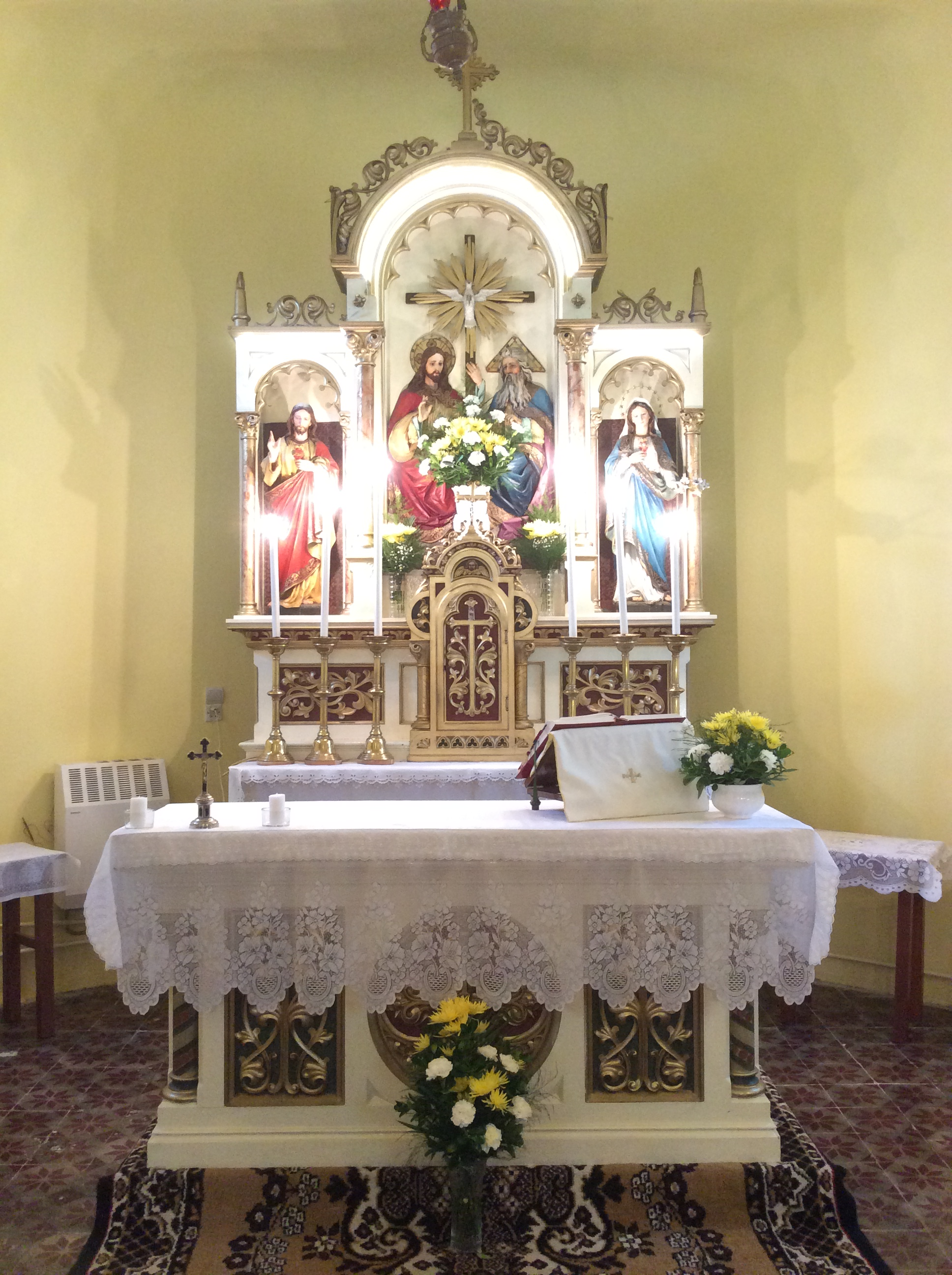
A templom oltára
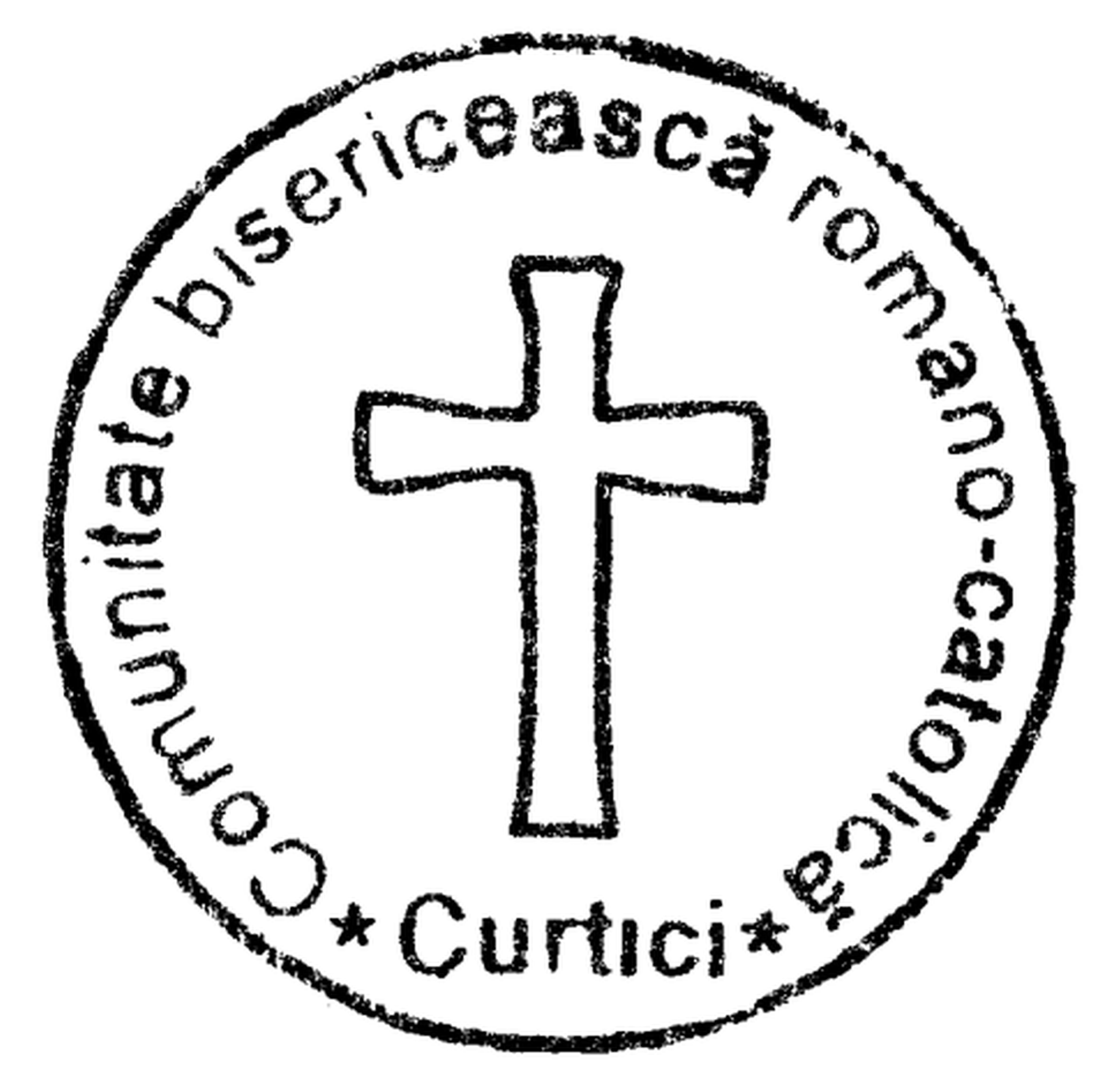
A templom pecsétje
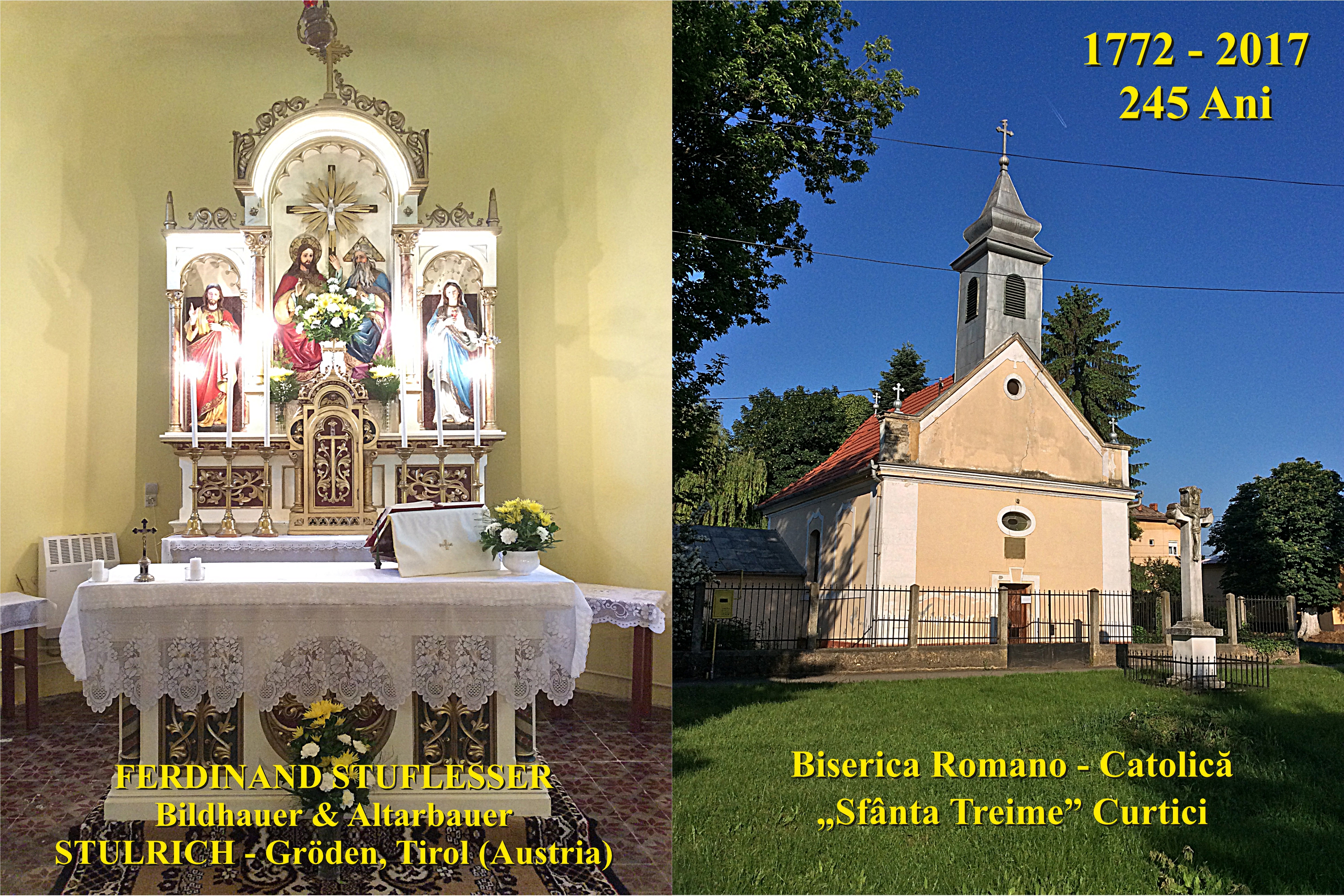
A templom oltára és a külseje.